# カスカード地方
カスカード地方(Cascades)はブルキナファソ南西部の地方。
2013年の人口は約68.7万人で、全国で最小である。
中心都市はバンフォラ。
カルフィゲラ滝が名前の由来である。 

## 行政区画
| 県       | 県都       | 人口(2006年) |
| -------- | ---------- | ------------ |
| コモエ県 | バンフォラ | 400,534      |
| レラバ県 | シンドゥ   | 124,422      |

## 地理
- 北：上流域地方
- 東：南西部地方
- 南：コートジボワール
- 西：マリ